# Office national de l'huile
L'Office national de l'huile (ONH) est une entreprise tunisienne fondée en 1962. Établissement public, elle organise la filière tunisienne de l'huile d'olive.

## Mission
L'Office national de l'huile apporte un cadre et un soutien aux oléiculteurs de Tunisie pour accroître la productivité et la qualité de l'huile d'olive tunisienne. Il travaille aussi sur le développement et la croissance des exportations de la production.
Elle exporte sa production vers de nombreux pays tels que les États-Unis, la Chine, la Malaisie, la Turquie et de nombreux pays européens.
Son siège social se trouve au numéro 10 de l'avenue Mohammed-V à Tunis. 

## Historique
L'ONH, fondé en 1962, est rattaché au ministère de l'Agriculture.

## Produits
Les marques principales de l'ONH sont Sophonisbe et Al Ghalia.

## Directeurs
- février 2021-juillet 2022 : Ahmed Smaoui[3]
- depuis juillet 2022 : Hamed Daly Hassen[4],[5]